# جوناثان بيريز
جوناثان بيريز (بالإسبانية: Jonathan Pérez Olivero) (6 يونيو 1982 تيناخو إسبانيا - ) هو لاعب كرة قدم إسباني يلعب كلاعب وسط.

## روابط خارجية
- جوناثان بيريز على موقع قاعدة بيانات كرة القدم.إي يو (الإنجليزية)
- جوناثان بيريز على موقع Soccerway.com (الإنجليزية)